# Purusha (djur)
Purusha är ett släkte av insekter. Purusha ingår i familjen Eurybrachidae.
Kladogram enligt Catalogue of Life:
| Purusha | \| \| Purusha paradoxa \| \| \| \| \| \| Purusha pulverosa \| \| \| \| \| \| Purusha reversa \| \| \| \| \| \| Purusha rubromaculata \| \| \| \| |
|         | \| \| Purusha paradoxa \| \| \| \| \| \| Purusha pulverosa \| \| \| \| \| \| Purusha reversa \| \| \| \| \| \| Purusha rubromaculata \| \| \| \| |
|         | Purusha paradoxa |
|         | |
|         | Purusha pulverosa |
|         | |
|         | Purusha reversa |
|         | |
|         | Purusha rubromaculata |
|         | |